# Дистанционное медицинское консультирование
Дистанционное (отдалённое) медицинское консультирование — выдача профессиональной рекомендации относительно оптимальных действий в конкретной медицинской ситуации при коммуникации врача и пациента на расстоянии.
Врачи-консультанты в зависимости от ситуации могут:
- предложить здоровым клиентам возможные / нужные профилактические шаги,
- выдать рекомендации по оптимальной терапии, если диагноз и его стадия у обратившегося пациента однозначны, или (в противном случае)
- порекомендовать шаги по проведению дальнейших обследований, необходимых для уточнения диагноза.

## Преимущества
Отмечается эффективность консультативных интернет-кабинетов для больных сахарным диабетом и ожирением; данная форма медицинских услуг может служить одним из вариантов интерактивного индивидуального обучения больных.
Работа дистанционного центра ЭКГ-консультирования помогает врачам-кардиологам своевременно обнаруживать у жителей острый коронарный синдром.

## Правовая ситуация в Российской Федерации
Дистанционное консультирование представляет собой развивающийся вид медицинских услуг, правовая база которых нуждается в уточнении. В настоящее время Департаментом информационных технологий и связи Минздрава России готовится Проект Федерального закона «О внесении изменений в отдельные законодательные акты с целью урегулирования отношений, возникающих при осуществлении дистанционного консультирования граждан по вопросам оказания медицинской помощи».